# Zhang Zuolin
Zhang Zuolin (張作霖T, 张作霖S, Zhāng ZuòlínP, Chang Tso-linW; Haicheng, 19 marzo 1875 – Shenyang, 4 giugno 1928) è stato un generale, politico e signore della guerra cinese.
Generale durante la rivoluzione cinese del 1911, fu posto col grado di maresciallo a presidio delle tre province della Manciuria, finché non divenne dittatore della Cina del Nord. Nel 1928 fu ucciso in un attentato mentre si recava in treno in Manciuria.

## Biografia

### Origini
Zhang Zuolin nacque nel 1875 nella contea di Haicheng, nella provincia meridionale di Liaoning, figlio di una famiglia di umili condizioni. A causa di ciò ricevette poca o scarsa istruzione, fatta eccezione per alcuni rudimenti di scienze veterinarie. Il nonno si era spostato a nord a seguito di una forte carestia nel 1821.
Quando divenne abbastanza grande per lavorare, trovò lavoro in una stalla presso una locanda dove divenne familiare con molti gruppi di banditi che operavano nella Manciuria di quel tempo. A soli 21 anni nel 1896, Zhang era membro di una famigerata banda. Da qui iniziò la sua ascesa come signore della guerra.
Nel 1900 durante la ribellione dei Boxer, la banda di Zhang si unì all'esercito imperiale. Durante la guerra russo-giapponese del 1904-1905, l'Esercito Imperiale Giapponese assoldò Zhang e i suoi uomini come mercenari. Alla fine della Dinastia Qing, Zhang, forte ormai di una certa popolarià, chiese ed ottenne che lui e i suoi uomini fossero riconosciuti come un reggimento dell'esercito cinese e iniziò a controllare i confini della Manciuria e a schiacciare le altre bande rivali.

### Conquista del potere in Manciuria
Durante la rivoluzione Xinhai del 1911 alcuni comandanti militari volevano dichiarare l'indipendenza della Manciuria e per questo il governatore si servì del reggimento di Zhang per formare un "Consiglio di Mantenimento della Pace del Popolo Mancese" per intimidire i possibili ribelli e rivoluzionari. Per questo ruolo nel mantenimento dell'ordine civile, Zhang fu nominato Viceministro degli Affari Militari.
Il 1º gennaio 1912 Sun Yat-sen divenne il primo Presidente della Repubblica di Cina a Nanchino. Yuan Shikai, operante fuori da Pechino, inviò agli altri comandanti settentrionali una serie di telegrammi, avvisandoli di opporsi all'amministrazione di Sun. Per conquistare la lealtà di Zhang, Yuan gli inviò una grande fornitura di materiale bellico. Zhang in risposta inviò a Yuan una enorme (e costosa) fornitura di ginseng a simboleggiare la loro amicizia. Nel giugno 1912 Yuan, diventato presidente cinese, lo promosse a tenente generale.
Nel 1915, quando divenne chiaro che Yuan intendeva proclamarsi imperatore, Zhang fu uno dei pochi ufficiali a supportarlo.
Nel marzo 1916, dopo che molte province meridionali si rivoltarono contro il governo di Yuan, Zhang lo supportò ma espulse un governatore militare locale inviato da Duan Qirui per succedergli, con il parziale supporto degli ufficiali giapponesi locali dell'Armata del Kwantung. Pechino accettò l'autorità di Zhang e Yuan lo nominò sovrintendente agli affari militari nel Liaoning (conosciuto come "Fengtian" fino al 1929). Dopo la morte di Yuan nel giugno 1916, il nuovo governo centrale nominò Zhang governatore sia militare che civile del Liaoning, le due caratteristiche essenziali di un vero signore della guerra.
Zhang, un monarchico, rimase sempre cordiale con Pu Yi, l'ultimo Imperatore della Cina e gli inviò un regalo di £1600 yuan per il suo matrimonio in segno di fedeltà. Nel 1917 complottò con Zhang Xun, un generale lealista ai Qing, per restaurare Pu Yi, abdicato nel 1912, al trono. Dopo che Zhang Xun iniziò la ribellione alla Repubblica, Zhang Zuolin rimase neutrale e in realtà supportò Duan Qirui nella soppressione della rivolta monarchica dopo che divenne chiaro che Duan avrebbe vinto. Zhang fu abile nell'assorbire i soldati dei comandanti che furono sconfitti nella ribellione, aumentando così il suo potere. Intervenne e prese il controllo delle provincia più settentrionale della Cina, lo Heilongjiang, dopo una ribellione che forzò il governatore locale a scappare. Poiché il governatore della provincia di Jilin era stato sconfitto nella tentata restaurazione della monarchia, Zhang prese facilmente il controllo anche di essa. Entro il 1918, il controllo di Zhang sulla Manciuria era completo, eccetto per piccole aree in mano all'Impero giapponese.

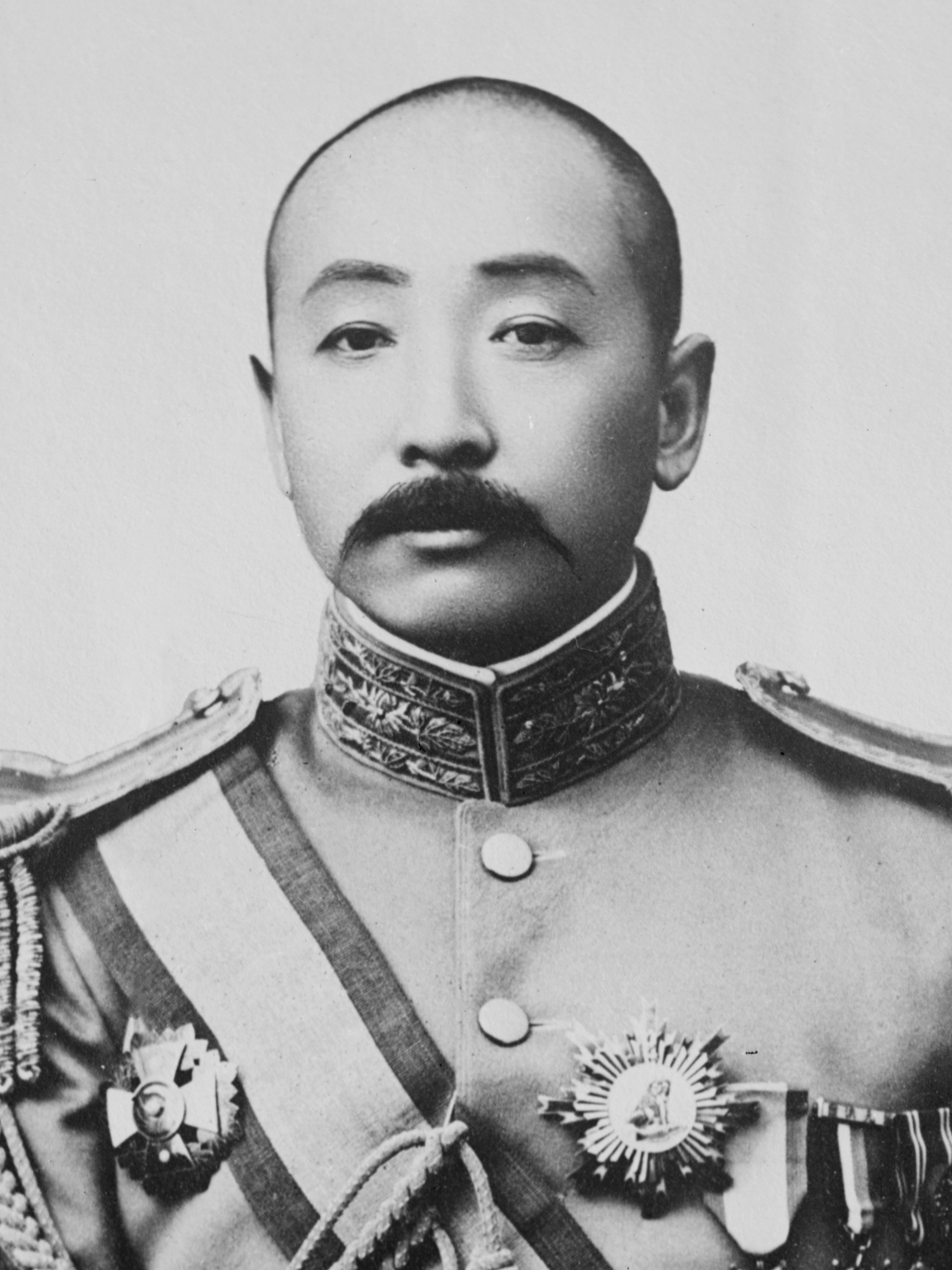
Zhang Zuolin, comandante della Manciuria e signore della guerra cinese

Nel 1920 Zhang era il signore supremo della Manciuria. Aveva il controllo totale sul governo locale e viveva nel lusso, facendosi costruire una casa stile castello a Shenyang. Nel 1925 il suo patrimonio era stimano in oltre 18 milioni di yuan (circa $2.6 milioni di dollari attuali).
Il suo potere era consentito dalla sua cricca, composta da circa 100 000 uomini nel 1922 e da quasi il triplo alla fine del decennio. Ottenne larghe forniture di armi dalla prima guerra mondiale, incluse intere unità navali, una forza aerea e un'industria di armamenti. Zhang integrò un gran numero di milizie locali nel suo esercito per prevenire che la Manciuria cadesse nel caos come il resto della Cina a quel tempo. La provincia di Jilin era guidata da un governatore militare, che si diceva essere un cugino di Zhang e lo Heilongjiang aveva un suo signore della guerra regionale che non mostrava mai alcuna ambizione territoriale al di fuori della provincia.
Nonostante la Manciuria rimase ufficialmente parte della Repubblica di Cina, essa divenne più o meno un regno indipendente isolato dalla Cina per la sua geografia e protetto dall'esercito del Fengtian. L'unico passo a Shanhaiguan, dove la Grande Muraglia incontra il mare, poteva essere facilmente chiuso. Nel 1922 Zhang prese il controllo della strategica Ferrovia Pechino-Shenyang, essendo l'unica a nord della Grande Muraglia.
Si pensò che il dominio di Zhang Zuolin potesse prendere sotto la sua amministrazione anche la Mongolia Esterna nel 1922 dopo che a seguito della rivoluzione comunista dell'anno precedente, il Partito del Popolo Mongolo e l'Armata Rossa avevano conquistato il territorio. Zhang era un ardente anticomunista.
Nel dicembre 1921 Zhang visitò Pechino; alla sua richiesta, l'intero gabinetto, guidato da Jin Yunpeng, si dimise, lasciandolo libero di nominare un nuovo governo. Installando Liang Shiyi come primo ministro, propose una nuova costituzione e la risoluzione dei problemi finanziari della Repubblica. Ora una figura di rilievo nazionale, entrò presto in conflitto con Wu Peifu, un comandante settentrionale della cricca di Zhili, che aveva la sua base di potere nello Zhili, la regione intorno a Pechino.
Nell'estate del 1922 Zhang prese personalmente il comando del suo esercito e il 19 aprile le sue forze entrarono nella Cina continentale. I suoi uomini conquistarono Pechino tre giorni dopo. Il 4 maggio l'esercito del Fengtian fu seriamente sconfitto dall'esercito della cricca di Zhili in quella che divenne nota come la prima guerra Zhili-Fengtian. 30 000 uomini furono uccisi e 7 000 feriti e le unità di Zhang si ritirarono attraverso il Passo Shanhai. Le forze dello Zhili erano ora in controllo di Pechino. L'immagine di Zhang come leader nazionale fu distrutta quando lui proclamò la Manciuria indipendente da Pechino nel maggio 1922. Zhang a quel punto autorizzò la separazione dell'amministrazione civile e militare in tutte e tre le province mancesi.

### L'inizio della fine
Dopo la disastrosa sconfitta del 1922, Zhang riorganizzò il suo esercito, ampliando tra gli altri, la meccanizzazione. Nell'autunno del 1924 i combattimenti esplosero di nuovo nella Cina centrale. Zhang vide un'opportunià per catturare la Cina settentrionale e Pechino e diventare capo del governo centrale. Mentre la maggior parte delle armate degli altri signori della guerra combatteva lungo il fiume Yangtze, Zhang attaccò il nord, provocando la seconda guerra Zhili-Fengtian.
In una mossa a sorpresa, il generale Zhili, Feng Yuxiang, prese il controllo della capitale e chiese di spartirsi il potere con Zhang e Duan Qirui. Nell'agosto del 1925 l'esercito del Fengtian controllava le quattro grandi province intorno alla Grande Muraglia. Comunque, la situazione militare era così insostenibile che Sun Chuanfang, un comandante della cricca di Zhili, la cui sfera di influenza si estendeva lungo lo Yangtze, tentò di spazzare via l'esercito del Fengtian di nuovo. Gli attacchi su Pechino continuarono fino alla primavera del 1926.

### Ultimi anni e morte
La Manciuria fu posta sotto la legge marziale, mentre la sua economia iniziò a disintegrarsi. Le vecchie tasse furono rimesse e nuove furono inventate. Nel novembre 1925 Guo Songling si rivoltò e ordinò alle sue truppe di marciare su Shenyang. I giapponesi arrivarono in rinforzo per proteggere i loro interessi nella regione. Zhang riuscì a reprimere la rivolta a dicembre, dopo di che tentò di riportare la situazione alla normalità ma nell'inverno del 1926 l'economia della Manciuria collassò. Questo non fece altro che moltiplicare le proteste dei lavoratori.
Zhang Zuolin rifornì di armi i ribelli musulmani anti-Guominjun guidati da Ma Tingrang durante il conflitto musulmano nel Gansu (1927-1930).
Nel giugno 1926 Zhang riuscì a riprendere Pechino e voci affermarono che stesse pianificando di proclamarsi imperatore. Comunque, un anno dopo, con le forze del Kuomintang che rapidamente avanzavano verso nord, Zhang decise di combinare le sue forze con quelle di altri signori della guerra inclusi Zhang Zongchang e Sun Chuanfang e combattere contro la Spedizione del Nord. Allo stesso tempo si proclamò Gran maresciallo della Repubblica di Cina e così portò il governo cinese a essere riconosciuto a livello internazionale come dittatoriale. Comunque, i nazionalisti guidati da Chiang Kai-shek attaccarono le sue forze e nel maggio 1928 l'esercito del Fengtian dovette ripiegare su Pechino. Inoltre, il Giappone fece pressioni su Zhang affinché lasciasse Pechino e tornasse in Manciuria, lasciando dei rinforzi a Tientsin. Zhang abbandonò Pechino il 3 giugno 1928.
Il giorno seguente mentre si trovava in treno di ritorno in Manciuria, morì in un attentato che divenne noto come l'Incidente di Huanggutun. Il colonnello Komoto Daisaku, un ufficiale dell'Armata del Kwantung giapponese piazzò una bomba su un ponte ferroviario che esplose quando il treno di Zhang stava passando. Il generale morì qualche ora dopo. Al Processo di Tokyo del 1946, Okada Keisuke testimoniò che Zhang fu ucciso perché l'Armata del Kwantung era infuriata per il suo fallimento nel fermare l'esercito di Chiang, che era sostenuto da Mosca, il rivale strategico di Tokyo. Per due settimane la morte di Zhang fu tenuta segreta mentre la corsa per il potere si stava decidendo. Per questo Zhang morì ufficialmente il 21 giugno 1928. Il generale fu succeduto dal suo figlio più grande, concepito con la sua moglie ufficiale, Zhang Xueliang, che fu per questo chiamato il "Giovane maresciallo".